# CI&T
A CI&T é uma empresa de tecnologia da informação e desenvolvimento de software com atuação no Brasil, nos Estados Unidos, no Canadá, no Reino Unido, em Portugal, na China, na Colômbia, no Japão e na Austrália. Sua experiência abrange os setores automotivo, de alta tecnologia, financeiro, de seguros, manufatura, mídia, varejo, ciências da vida e saúde.
Fundada em 1995, a CI&T tem mais de 6.000 funcionários, distribuídos em escritórios no Brasil, nas cidades de São Paulo, Campinas, Curitiba e Belo Horizonte; nos Estados Unidos, incluindo uma estrutura em São Francisco, no Vale do Silício; na Inglaterra; em Portugal; na Austrália; na China; na Colômbia e no Japão.
Cesar Gon é o cofundador e CEO da CI&T no Brasil.

## História

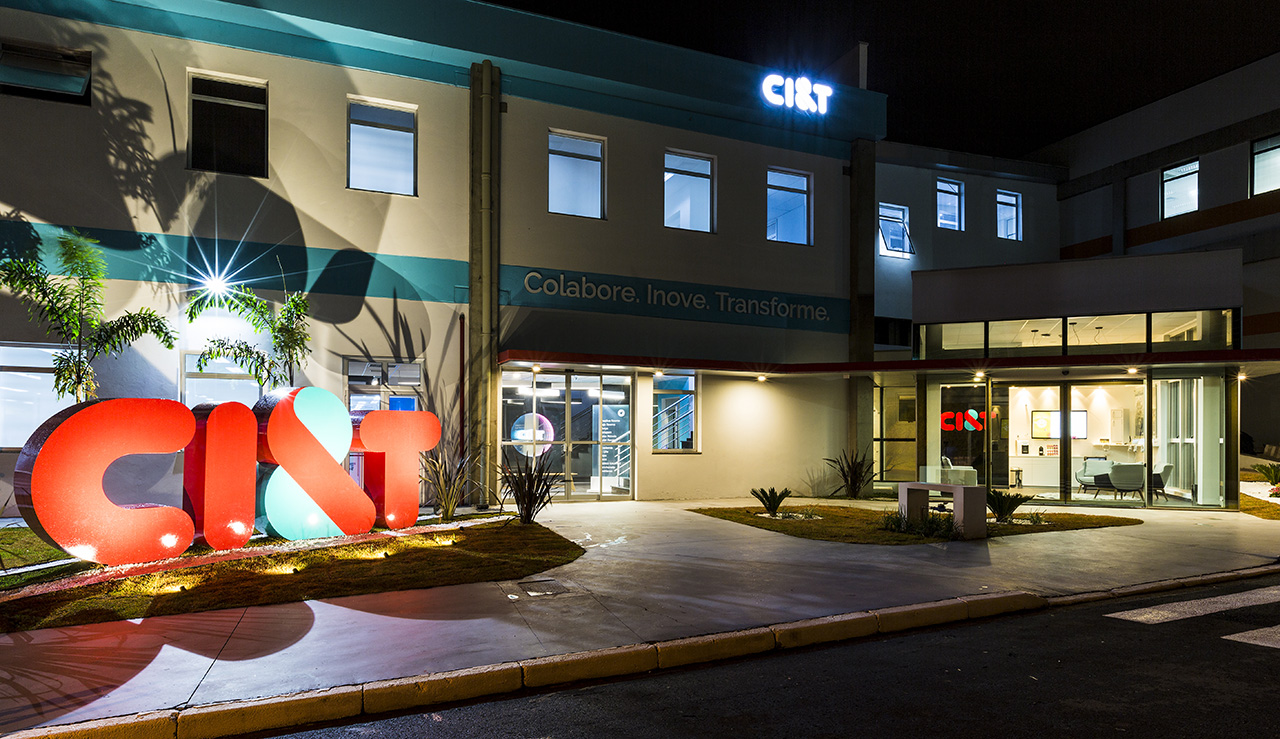
Sede da empresa em Campinas, interior de São Paulo

A CI&T foi fundada por Cesar Gon, Bruno Guiçardi e Fernando Matt, estudantes de Engenharia da Computação da Universidade Estadual de Campinas (UNICAMP) em 1995.
Entre os primeiros projetos estiveram o portal que integra os distribuidores da HP na América Latina e o site de relacionamento da Natura com as consultoras de vendas.
Em 2004, a CI&T se associou ao consórcio Actminds, uma joint venture formada por 10 empresas brasileiras de tecnologia para estreitar as relações comerciais com os mercados norte-americano e japonês. Com o aporte financeiro do Banco Nacional de Desenvolvimento Econômico e Social (BNDES), recebido em 2005 para a ampliação de suas operações internacionais, fundou a CI&T Inc., sediada na Filadélfia, e um escritório comercial em Londres em 2006. Também nesse ano, foi criada a Sensedia, empresa de arquitetura orientada por serviços (SOA) e interface de programação de aplicativos (APIs). Já em 2007, a CI&T capacitou-se no CMMI nível 5 (Modelo de Maturidade em Capacitação).
Em fevereiro de 2014, a companhia criou o Digital Studio, consolidando suas divisões de mobile, computação em nuvem, social e análise de dados.
A CI&T ajudou a Coca-Cola na criação do "Bandeirão de Todo Mundo”, apresentado na abertura da Copa do Mundo FIFA 2014 e viabilizado por meio de crowdsourcing com a submissão de mais de 220 mil fotos via redes sociais.
Em agosto de 2017, a companhia anunciou a aquisição da agência Comrade, situada na baía de São Francisco, Califórnia, nos Estados Unidos. Com consultoria, responsável por desenvolver estratégias e design focados na experiência dos consumidores, a CI&T ampliou sua capacidade de entrega rápida de soluções, principalmente no que se refere a inovação, UX e marketing digital, tanto no Brasil quanto nos EUA. 
Em 2019, a Advent adquiriu 30% da participação da CI&T do BNDES.  No primeiro trimestre de 2020, a CI&T expandiu suas operações na Europa (Londres e Lisboa) e no Canadá (Toronto) para atender a esses mercados.  No mesmo ano, a empresa continuou sua expansão global com um novo impulso na Austrália e na Nova Zelândia.
Em junho de 2021, a CI&T finalizou a aquisição da Dextra, voltada à criação de produtos digitais, para expandir as ofertas de produtos internacionalmente. A atuação da empresa vai desde o desenho até a execução do projeto. O valor da transação não foi revelado.
Em novembro do mesmo ano, a CI&T solicitou uma oferta pública inicial e foi listada na Bolsa de Valores de Nova York (NYSE).
Em 2022, a CI&T anunciou a aquisição de três empresas. A primeira foi a Somo Global Ltd, com sede no Reino Unido, uma premiada agência de produtos digitais, por US$ 67 milhões. Depois, foi a vez da consultoria estratégica Box 1824; o valor da transação não foi revelado. Em seguida, a companhia adquiriu a Transpire, uma consultoria de tecnologia baseada na Austrália, por US$ 16,4 milhões.

## Pesquisa e desenvolvimento

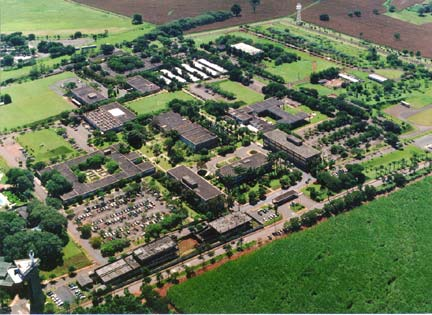
Vista aérea do Pólis de Tecnologia, onde fica a sede da CI&T

Em dezembro de 2003, a CI&T e a Universidade Estadual de Campinas firmaram parceria para a criação do primeiro laboratório de desenvolvimento de processos e metodologias ligados à área de software.
Mais tarde, em 2008, a CI&T e a Fundação de Amparo à Pesquisa do Estado de São Paulo (Fapesp) firmaram parceria, por meio do Programa de Apoio à Pesquisa em Parceria para Inovação Tecnológica (PITE), para o desenvolvimento de projetos de tecnologias web 2.0 e móveis.
Além disso, juntamente com o Google, em 2014 a CI&T desenvolveu o Smart Canvas, software como serviço que promove a curadoria de conteúdo digital com base em preferências e interesses demonstrados por cada cliente. Em parceria com a FilmBrazil, o software alimentou um mosaico dinâmico de fotos e vídeos do Instagram no Festival de Publicidade de Cannes de 2014.

## Reconhecimentos
A CI&T fundou uma subsidiária em Ningbo, na China, e foi eleita pela Fortune Magazine como uma das 100 melhores empresas de outsourcing do mundo em 2009.
No ano seguinte, foi eleita uma das empresas mais internacionalizadas pelo ranking da Fundação Dom Cabral (FDC).
A CI&T foi eleita pelo Great Place to Work e pela revista Época como uma das 70 melhores empresas para trabalhar de 2007 a 2017. Em 2012, também foi eleita pela revista Época uma das 25 empresas mais inovadoras do Brasil no setor de estímulo à inovação. Ainda em 2012, foi eleita a parceira do ano em computação em nuvem pela Google.
Em 2017, a CI&T foi indicada ao Prêmio Caboré, considerado o mais importante da indústria de comunicação, na categoria Serviço de Marketing. A indicação refletiu a contribuição da companhia para o setor, ao atuar em iniciativas que elevam o nível da experiência digital de clientes.
Em 2018, foi premiada na Organização das Nações Unidas (ONU) por práticas de inclusão de pessoas com deficiência no trabalho.
Com base em avaliações realizadas de 2018 a 2019, a CI&T entrou na lista das Melhores Empresas para Trabalhar 2020, segundo a Glassdoor.
Em 2020, foi reconhecida pelo Great Place to Work Brasil como uma das melhores empresas para se trabalhar no país, pelo 14º ano consecutivo. A companhia também é certificada nos EUA, na China e no Japão.
Em 2021, foi reconhecida como Great Place to Work para os jovens de hoje no Canadá e também para pessoas LGBTQIA+ no Brasil.
Em 2022, a Advent, investidora da CI&T, recebeu um prêmio LCVA por diversidade e inclusão em virtude de seu investimento. Ainda em 2022, a CI&T foi listada como Líder em Desenvolvimento Moderno de Software no The Forrester WaveTM: Modern Application Development Services, Q3 2022.

## Lista de premiações e reconhecimentos públicos iniciando em 2022
| Nome                                                                                              | Ano     | País   |
| ------------------------------------------------------------------------------------------------- | ------- | ------ |
| Great Place to Work, 4º lugar no ranking de grande companhias (entre 1,000 a 9,999 colaboradores) | Q3 2022 | Brasil |
| Great Place to Work IT Big Companies                                                              | Q3 2022 | Brasil |

## Sustentabilidade, Diversidade e Projetos de Inclusão de Pessoas com Deficiência
Desde 2009 a área de sustentabilidade promove iniciativas de responsabilidade social. Em 2017, o Instituto CI&T foi fundado para expandir seus impactos na sociedade. Uma das iniciativas do calendário de ações é o Include Day, um evento que promove aprendizado na área de tecnologia para pessoas com deficiência. 

## Aquisições
| Empresa   | Ano  | País           |
| --------- | ---- | -------------- |
| Comrade   | 2017 | Estados Unidos |
| Dextra    | 2021 | Brasil         |
| Somo      | 2022 | Reino Unido    |
| Box 1824  | 2022 | Brasil         |
| Transpire | 2022 | Austrália      |
| Ntersol   | 2022 | Estados Unidos |